# Chippenham, Cambridgeshire
Chippenham är en ort och civil parish i Storbritannien. Den ligger i distriktet East Cambridgeshire, grevskapet Cambridgeshire och riksdelen England, i den sydöstra delen av landet, 100 km norr om huvudstaden London. Chippenham ligger 20 meter över havet och antalet invånare är 517.
Terrängen runt Chippenham är platt. Runt Chippenham är det ganska tätbefolkat, med 124 invånare per kvadratkilometer. Närmaste större samhälle är Bury St Edmunds, 19,6 km öster om Chippenham. Trakten runt Chippenham består till största delen av jordbruksmark.